# Arcidiocesi di Shillong
L'arcidiocesi di Shillong (in latino Archidioecesis Shillongensis) è una sede metropolitana della Chiesa cattolica in India. Nel 2022 contava 346.060 battezzati su 1.233.000 abitanti. È retta dall'arcivescovo Victor Lyngdoh.

## Territorio
L'arcidiocesi comprende i distretti civili di Ri Bhoi e di Monti Khasi Orientali nello stato indiano del Meghalaya.
Sede arcivescovile è la città di Shillong, dove si trova la cattedrale di Santa Maria Aiuto dei Cristiani.
Il territorio è suddiviso in 35 parrocchie.

### Provincia ecclesiastica
La provincia ecclesiastica di Shillong, istituita nel 1969, comprende le seguenti suffraganee:
- la diocesi di Aizawl, eretta nel 1969;
- la diocesi di Tura, eretta nel 1973;
- la diocesi di Agartala, eretta nel 1996;
- la diocesi di Jowai, eretta nel 2006;
- la diocesi di Nongstoin, eretta nel 2006.

## Storia
La prefettura apostolica dell'Assam fu eretta il 13 dicembre 1889, ricavandone il territorio dalle diocesi di Krishnagar e di Dacca (oggi arcidiocesi). In origine la prefettura apostolica comprendeva l'Assam, il Bhutan e il Manipur.
La missione fu affidata ai Salvatoriani tedeschi. Ma all'inizio della prima guerra mondiale i missionari dovettero ritornare in Europa e la prefettura apostolica fu affidata dapprima ai Gesuiti di Calcutta e poi ai Salesiani.
Il 9 luglio 1934 in forza della bolla Uberius ac felicius di papa Pio XI la prefettura apostolica fu elevata a diocesi e assunse il nome di diocesi di Shillong. Originariamente era suffraganea dell'arcidiocesi di Calcutta.
Il 12 luglio 1951 e il 16 gennaio 1964 cedette porzioni del suo territorio a vantaggio dell'erezione rispettivamente delle diocesi di Dibrugarh e di Tezpur.
Il 26 giugno 1969 in virtù della bolla Christi sponsa di papa Paolo VI la diocesi fu elevata al rango di arcidiocesi metropolitana e assunse il nome di arcidiocesi di Gauhati-Shillong in seguito al trasferimento della cattedrale a Gauhati.
Il 22 gennaio 1970 per effetto del decreto Cum Excellentissimus della Congregazione per l'evangelizzazione dei popoli assunse il nome di arcidiocesi di Shillong-Gauhati, per il contestuale trasferimento della cattedrale a Shillong.
Il 1º marzo 1973 e il 5 dicembre 1983 cedette altre porzioni del suo territorio a vantaggio dell'erezione rispettivamente delle diocesi di Tura e di Diphu.
Il 30 marzo 1992 l'arcidiocesi si è divisa, dando origine alla diocesi di Guwahati (oggi arcidiocesi) e alla presente arcidiocesi, che ha assunto il nome attuale.
Il 28 gennaio 2006 ha ceduto ancora porzioni di territorio a vantaggio dell'erezione delle diocesi di Nongstoin e di Jowai.

## Cronotassi dei vescovi
Si omettono i periodi di sede vacante non superiori ai 2 anni o non storicamente accertati.
- Otto Hopfenmüller, S.D.S. † (13 dicembre 1889 - 21 agosto 1890 deceduto)[5]
- Angelus Münzloher, S.D.S. † (1890 - 1906 dimesso)
- Cristopherus Becker, S.D.S. † (1906 - 1921 dimesso)
- Louis Mathias, S.D.B. † (15 dicembre 1922 - 25 marzo 1935 nominato arcivescovo di Madras)
- Stefano Ferrando, S.D.B. † (26 novembre 1935 - 26 giugno 1969 dimesso)[6]
- Hubert D'Rosario, S.D.B. † (26 giugno 1969 - 30 agosto 1994 deceduto)
- Tarcisius Resto Phanrang, S.D.B. † (2 agosto 1995 - 5 maggio 1999 deceduto)
- Dominic Jala, S.D.B. † (22 dicembre 1999 - 10 ottobre 2019 deceduto)
- Victor Lyngdoh, dal 28 dicembre 2020

## Statistiche
L'arcidiocesi nel 2022 su una popolazione di 1.233.000 persone contava 346.060 battezzati, corrispondenti al 28,1% del totale.
| anno | popolazione | popolazione | popolazione | presbiteri | presbiteri | presbiteri | presbiteri                | diaconi | religiosi | religiosi | parrocchie |
| anno | battezzati  | totale      | %           | numero     | secolari   | regolari   | battezzati per presbitero | diaconi | uomini    | donne     | parrocchie |
| ---- | ----------- | ----------- | ----------- | ---------- | ---------- | ---------- | ------------------------- | ------- | --------- | --------- | ---------- |
| 1950 | 84.586      | 7.100.000   | 1,2         | 55         |            | 55         | 1.537                     |         | 53        | 104       | 17         |
| 1970 | 122.169     | 2.500.000   | 4,9         | 81         | 12         | 69         | 1.508                     |         | 155       | 227       | 19         |
| 1980 | 138.077     | 1.884.344   | 7,3         | 110        | 25         | 85         | 1.255                     |         | 243       | 318       | 29         |
| 1990 | 218.920     | 2.728.364   | 8,0         | 142        | 38         | 104        | 1.541                     |         | 220       | 412       | 29         |
| 1999 | 323.414     | 1.329.204   | 24,3        | 149        | 55         | 94         | 2.170                     |         | 247       | 471       | 33         |
| 2000 | 335.066     | 1.357.118   | 24,7        | 150        | 55         | 95         | 2.233                     |         | 251       | 454       | 36         |
| 2001 | 351.213     | 1.443.596   | 24,3        | 150        | 55         | 95         | 2.341                     |         | 220       | 454       | 37         |
| 2002 | 364.960     | 1.493.746   | 24,4        | 161        | 53         | 108        | 2.266                     |         | 318       | 461       | 38         |
| 2003 | 380.995     | 1.555.346   | 24,5        | 164        | 54         | 110        | 2.323                     |         | 333       | 479       | 41         |
| 2004 | 386.758     | 1.668.306   | 23,2        | 169        | 55         | 114        | 2.288                     |         | 290       | 504       | 44         |
| 2006 | 364.960     | 1.493.746   | 24,4        | 163        | 55         | 108        | 2.239                     |         | 37        | 454       | 38         |
| 2006 | 230.150     | 886.794     | 26,0        | 128        | 41         | 87         | 1.798                     |         | 32        | 353       | 22         |
| 2010 | 271.000     | 1.093.000   | 24,8        | 152        | 52         | 100        | 1.782                     |         | 396       | 442       | 31         |
| 2014 | 280.182     | 1.125.000   | 24,9        | 167        | 61         | 106        | 1.677                     |         | 450       | 522       | 34         |
| 2017 | 312.326     | 1.170.000   | 26,7        | 172        | 66         | 106        | 1.815                     |         | 204       | 542       | 35         |
| 2020 | 331.908     | 1.207.300   | 27,5        | 186        | 62         | 124        | 1.784                     |         | 226       | 542       | 35         |
| 2022 | 346.060     | 1.233.000   | 28,1        | 193        | 65         | 128        | 1.793                     |         | 279       | 556       | 35         |